# Epiglaea
Epiglaea is een geslacht van vlinders van de familie uilen (Noctuidae), uit de onderfamilie Cuculliinae.

## Soorten
- E. apiata Grote, 1874
- E. decliva Grote, 1874